# Obsolescenza programmata

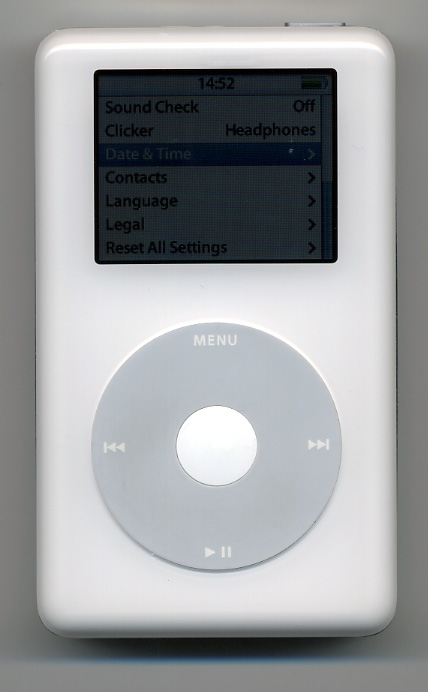
iPod della Apple. L'azienda statunitense è stata accusata nel 2003 di vendere iPod con una batteria progettata per durare pochi mesi. Il processo è terminato con un accordo tra le parti.

L'obsolescenza programmata o pianificata in economia industriale è una strategia volta a definire il ciclo vitale di un prodotto in modo da limitarne la durata a un periodo prefissato a danno del consumatore. Dopo un certo periodo di tempo, il prodotto diventa inservibile oppure obsoleto in confronto ai nuovi modelli che appaiono più performanti, sebbene siano poco o per nulla migliori dal punto di vista funzionale. Nel caso in cui l'accorgimento adottato per rendere obsoleto un prodotto prima del tempo sia la pubblicità, si può parlare di obsolescenza percepita o simbolica.

## Storia
Già nel 1924 il Cartello Phoebus, lobby dei principali produttori occidentali di lampadine, portò una standardizzazione nella produzione delle lampadine a incandescenza in commercio, stabilendo fra le altre cose che esse dovessero avere tutte una durata di vita prestabilita pari a circa 1.000 ore di esercizio..
Il termine «obsolescenza pianificata» è comparso per la prima volta in letteratura nel 1932, anno in cui il mediatore immobiliare Bernard London propose che fosse imposta alle imprese per legge, così da poter risollevare i consumi negli Stati Uniti durante la grande depressione.
Quando, negli anni trenta, i ricercatori dell'azienda chimica DuPont riuscirono a creare il nylon, una nuova fibra sintetica molto resistente, questa fu utilizzata per creare calze da donna che si smagliavano molto più difficilmente di quelle esistenti. Poiché la durabilità delle calze era eccessiva e dannosa per gli affari, la DuPont incaricò i propri tecnici di indebolire la fibra stessa che avevano creato.
Più tardi il designer statunitense Brooks Stevens reinterpretò il concetto di obsolescenza pianificata dandogli una nuova definizione: «l'instillare nell'acquirente il desiderio di comprare qualcosa di appena un po' più nuovo e un po' prima di quanto sia necessario». Piuttosto che creare manufatti poveri che sarebbero stati sostituiti in breve tempo, l'idea di Stevens era di progettare prodotti sempre nuovi che utilizzassero le moderne tecnologie e generassero nuovi gusti e presunte necessità. Stevens ha, poi, sempre dichiarato di non considerare l'obsolescenza programmata come una sistematica produzione di rifiuti: egli supponeva, invece, che i prodotti sarebbero finiti nel mercato di seconda mano, dove sarebbero potuti essere acquistati da persone con un potere di acquisto inferiore.

## Modalità e scopi
I metodi più conosciuti con cui viene attivato il processo sono l'utilizzo di materiali di qualità inferiore o componenti facilmente deteriorabili o, talvolta, l'utilizzo di sistemi elettronici creati appositamente. I prodotti si guastano una volta scaduto l'eventuale periodo di garanzia e sono generalmente realizzati in modo che i costi di riparazione risultino superiori a quelli di acquisto di un nuovo modello. Questi accorgimenti progettuali e produttivi sono supportati anche da campagne pubblicitarie volte a proporre e valorizzare nuovi modelli, non necessariamente più sviluppati funzionalmente, ma con elaborate differenze sul piano dell'apparenza, al fine di invogliare il consumatore a sostituire il prodotto vecchio con uno nuovo.
L'obsolescenza pianificata ha dei benefici esclusivamente per il produttore perché, per ottenere un uso continuativo del prodotto, il consumatore è obbligato ad acquistarne uno nuovo e a gettare via quello ormai antiquato, o guasto, non convenientemente riparabile.

## Critiche
Il fenomeno è stato spesso oggetto di critiche, anche se in toni variabili.
Nel cinema degli anni cinquanta compaiono delle critiche all'obsolescenza pianificata. Nella commedia Lo scandalo del vestito bianco, il protagonista è uno scienziato che crea uno straordinario tessuto, indistruttibile e impossibile da sporcare, però gli industriali per cui lavora gli si oppongono e cercano di costringerlo a distruggere la fibra, perché i vestiti impossibili da sciupare avrebbero verosimilmente determinato il crollo dell'industria tessile. Nello stesso anno esce nelle sale il film Morte di un commesso viaggiatore, tratto dall'omonima opera teatrale di Arthur Miller. Nel film Fredric March, nel ruolo del protagonista, ha occasione di affermare furioso:

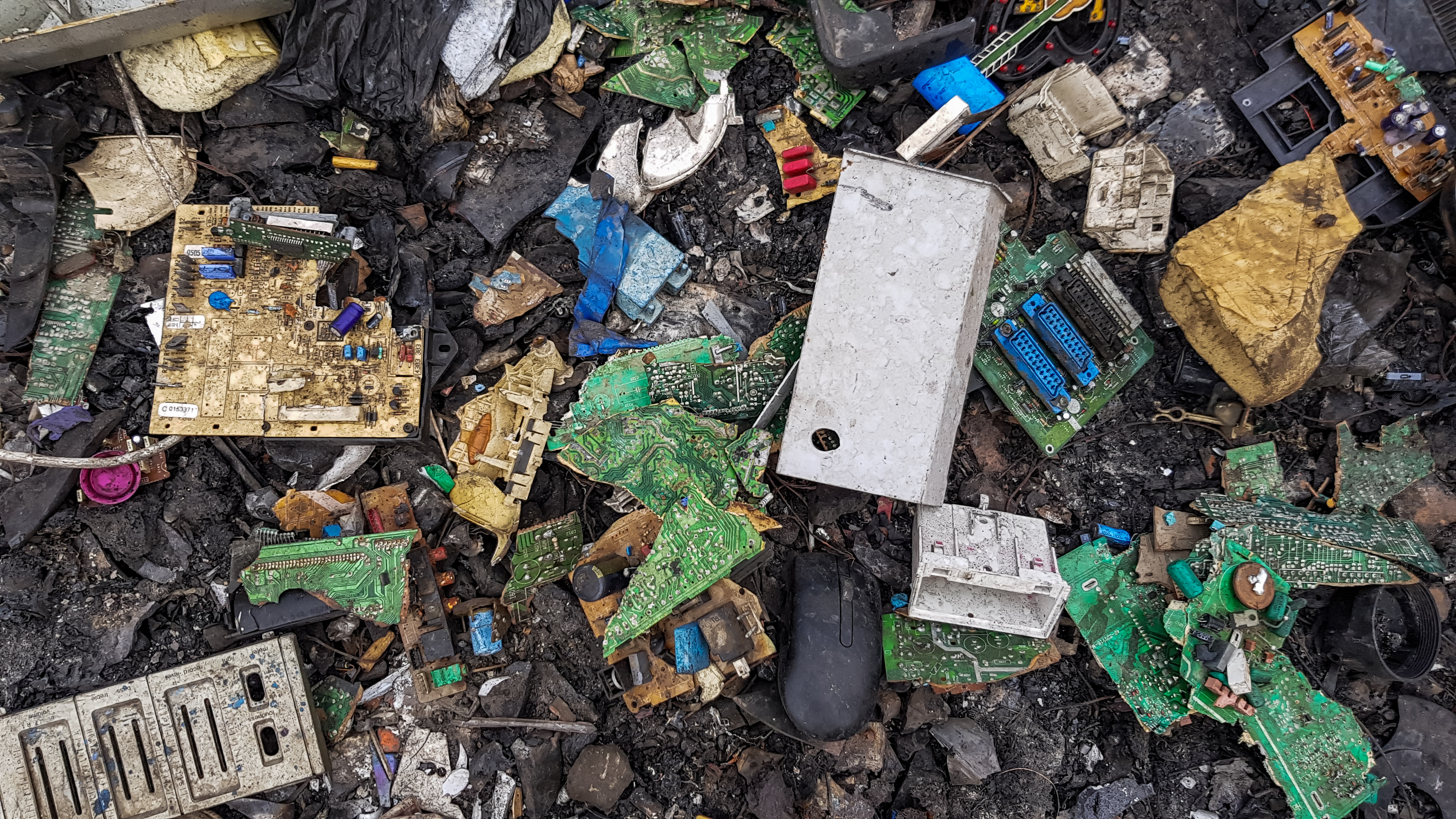
L'obsolescenza programmata genera enormi quantità di rifiuti spesso non gestiti, con gravi danni ambientali.

L'obsolescenza pianificata è stata criticata sia per l'incentivazione di un surplus di rifiuti, che per l'enorme e non sostenibile spreco delle risorse derivante dalla diffusa applicazione di queste politiche e per il fatto di creare artificialmente dei bisogni da parte del consumatore. Serge Latouche, il noto economista e filosofo francese, ha definito l'obsolescenza pianificata uno dei tre «pilastri che sostengono la società dei consumi» insieme a pubblicità e credito. Latouche, sostenitore della decrescita felice, afferma quindi che l'obsolescenza programmata sia un espediente deplorabile per aumentare infinitamente i consumi e, con essi, la crescita fine a sé stessa, nociva sia per l'uomo sia per la Terra.
Soprattutto nel caso di prodotti elettronici, l'eccesso di rifiuti causato dall'obsolescenza pianificata, particolarmente difficili da smaltire, si risolve con l'esportazione di grandi quantità di rifiuti tossici dai paesi sviluppati in Africa, mascherati come prodotti di seconda mano. Molti movimenti ecologisti internazionali avversano l'obsolescenza pianificata in particolare per il problema che comporta per la sostenibilità dell'economia. Nel marzo 2013 un gruppo di senatori ecologisti francesi ha, infatti, proposto di vietarla per legge. Una soluzione è stata cercata anche nei cosiddetti repair café, locali dove si può cercare aiuto per la riparazione artigianale di oggetti di consumo guasti.
La compagnia statunitense Apple venne per esempio citata in giudizio nel 2003 con una class action, a causa della durata delle batterie dell'iPod, che secondo l'accusa erano volutamente programmate con una breve vita così da costringere il consumatore a comprare un nuovo modello di iPod dopo un limitato periodo di uso, stimato intorno ai 18 mesi. Inoltre l'Azienda in origine non offriva sul mercato le batterie di ricambio. La Apple ha accettato di offrire rimborsi ai clienti che riscontravano batterie difettose e anche di pagare le spese legali dei denunciatari, senza tuttavia ammettere responsabilità di reato.
Secondo Paul Lafargue,
(Paul Lafargue, Il diritto alla pigrizia, III. Che cosa segue alla sovrapproduzione)
D'altro canto, Werner Scholz, direttore dell'associazione tedesca dei costruttori di elettrodomestici, ha espresso dubbi sulla lungimiranza dell'obsolescenza pianificata come politica aziendale, dato che, dopo aver comprato un prodotto scadente, il cliente probabilmente acquisterà da un altro produttore. Di qui la necessità, per il produttore, di raggiungere accordi segreti con altre aziende come nel caso del cartello Phoebus.

## Normativa
Il 10 luglio 2024 è stata pubblicata sulla Gazzetta Ufficiale dell’UE la Direttiva (UE) 2024/1799, nota al pubblico come "direttiva sul diritto alla riparazione". Il varo è stato preceduto dall’approvazione definitiva da parte del Parlamento europeo ad aprile 2024 e dal via libera finale da parte del Consiglio dell’Unione Europea il 30 maggio successivo.
Nell'ottica di ridurre gli sprechi ed i rifiuti mediante l'allungamento la vita utile dei prodotti, tale Direttiva mira a rendere più praticabile e conveniente per i cittadini europei optare per la riparazione anziché la sostituzione dei prodotti guasti o difettosi, con ovvie ricadute positive per l’ambiente e per le tasche degli acquirenti.

## Esempi
2003 Apple: iPod di seconda generazione con batterie fatte per durare pochi mesi.
2003 Epson: cartucce mezze piene date per vuote, l'utente era obbligato a comprare cartucce nuove originali.
2018 HP: tramite un aggiornamento firmware, tutti i computer aventi una batteria con efficienza scesa sotto il 50% visualizzano una fastidiosa schermata nera a ogni riavvio. L'unico modo che ha l'utente per non essere più infastidito è quello di sostituire, rigorosamente a proprie spese e spesso con l'obbligo di metter mano sulla scheda madre, la batteria con una originale nuova (spesso fuori produzione), spingendo quindi il proprietario a smaltire il vecchio computer ancora funzionante per ricomprarne uno allo stesso prezzo e con prestazioni simili (vedasi legge di Moore). I più recenti computer della serie Pavilion, non avendo una batteria a bottone dedicata al CMOS, non possono funzionare senza batteria al litio.